# Phrynarachne cucullata
Phrynarachne cucullata là một loài nhện trong họ Thomisidae.
Loài này thuộc chi Phrynarachne. Phrynarachne cucullata được Eugène Simon miêu tả năm 1886.